# Biodiversitetens økonomi
Diskussionen omkring biodiversitetens økonomi og biodiversitetens værdi drejer sig om, hvilken økonomisk værdi biodiversiteten har for mennesket og desuden om, hvorvidt og i hvilken udstrækning biodiversitet er værdifuld i sig selv uafhængig af dens bidrag til menneskeheden.
Varierende økosystemer er typisk mere produktive end ikke-varierende, fordi ethvert sæt af arter, aldrig fuldt ud kan udnytte alle potentielle nicher. Eftersom menneskers økonomiske produktivitet i vid udstrækning er afhængig af jordens økosystemer, bør passende bioproduktivitet blive opretholdt.
I en markedsdirigeret verden vil den økonomiske værdi oftest være lig med bytteværdien, altså det antal varer, som en given mængde af et bestemt gode, af en bestemt ressource eller af en bestemt vare kan indbringe i handel. Bytteværdien opgives for nemheds skyld i en fælles målestok, nemlig penge, og økonomisk værdi er så det samme som pris.
I genstanden eller ressourcen ligger dog også dens brugsværdi, altså dens konkrete brugbarhed som produktions- eller forbrugsgode. Begge værdimål kan ligge bag udtrykket den økonomiske værdi, og man kan ofte kun opdage, hvad der menes, ved at se på den sammenhæng, udtrykket er brugt i.
Biodiversitet er i denne sammenhæng et gode (hvis men vælger at se på herlighedsværdien) eller en ressource (hvis man tænker på at udnytte dele af diversiteten økonomisk). Biodiversitetens økonomi er derfor på den ene side den pris, man må fastsætte for en høj grad af biodiversitet, når den skal handles, beskyttes eller udnyttes. På den anden side er den en uerstattelig brugsværdi, som enten må bevares urørt eller som må opgives helt og holdent.